# Пермякова, Александра Фёдоровна
Александра Фёдоровна Пермякова (23 ноября 1924, Мишкинский район, Уральская область — 10 декабря 2004, Мишкинский район, Курганская область) — свинарка совхоза имени 8 Марта Мишкинского района Курганской области. Герой Социалистического Труда (1966).

## Биография
Александра Фёдоровна Пермякова родилась 23 ноября 1924 года в крестьянской семье в деревне Клопова Сладко-Карасинского сельсовета Мишкинского района Челябинского округа Уральской области РСФСР. Указом Верховного Совета РСФСР от 24 сентября 1967 года д. Клопова переименована в д. Черемная Вилкинского сельсовета Юргамышского района Курганской области. Решением Курганского облисполкома № 74 от 24 января 1978 года д. Черемная исключена как сселившаяся. Ныне территория деревни входит в Мишкинский муниципальный округ Курганской области.
Получила неполное среднее образование.
В 1942 году Фёдор Дмитриевич Пермяков с женой Таисьей Лекандровной и детьми Александрой, Екатериной и Николаем переехали в совхоз имени 8 Марта Сладко-Карасинского (с 17 мая 1965 года — Восходского) сельсовета Мишкинского района. С 1942 года Александра Фёдоровна — доярка, а с 1953 года — свинарка в совхозе имени 8 марта.
Ежегодно перевыполняла план по выращиванию поросят. В среднем каждый год получала около двадцати поросят от каждой свиноматки. В 1964 году получила за свой труд почётное звание «Лучшая свинарка области».
За годы семилетки (1959—1965) вырастила 1600 телят. Указом Президиума Верховного Совета СССР от 22 марта 1966 года за достигнутые успехи в развитии животноводства, увеличении производства и заготовок мяса и другой продукции удостоена звания Героя Социалистического Труда с вручением ордена Ленина и золотой медали «Серп и Молот».
В 1966 году вступила в КПСС. Участвовала во Всесоюзной выставке ВДНХ в Москве.
Избиралась в состав парткома совхоза и Мишкинского райкома КПСС.
Александра Фёдоровна Пермякова скончалась 10 декабря 2004 года <где?>. Похоронена <где?>.

## Награды и звания
- Герой Социалистического Труда — указом Президиума Верховного Совета СССР от 22 марта 1966 года
  - Орден Ленина № 364653
  - Медаль «Серп и Молот» № 11368
- Юбилейная медаль «За доблестный труд. В ознаменование 100-летия со дня рождения Владимира Ильича Ленина», 1970 год
- Почётное звание «Лучшая свинарка области», 1964 год
- Звание «Почётный гражданин Мишкинского района»[2][3]